# Bardolino (vin)

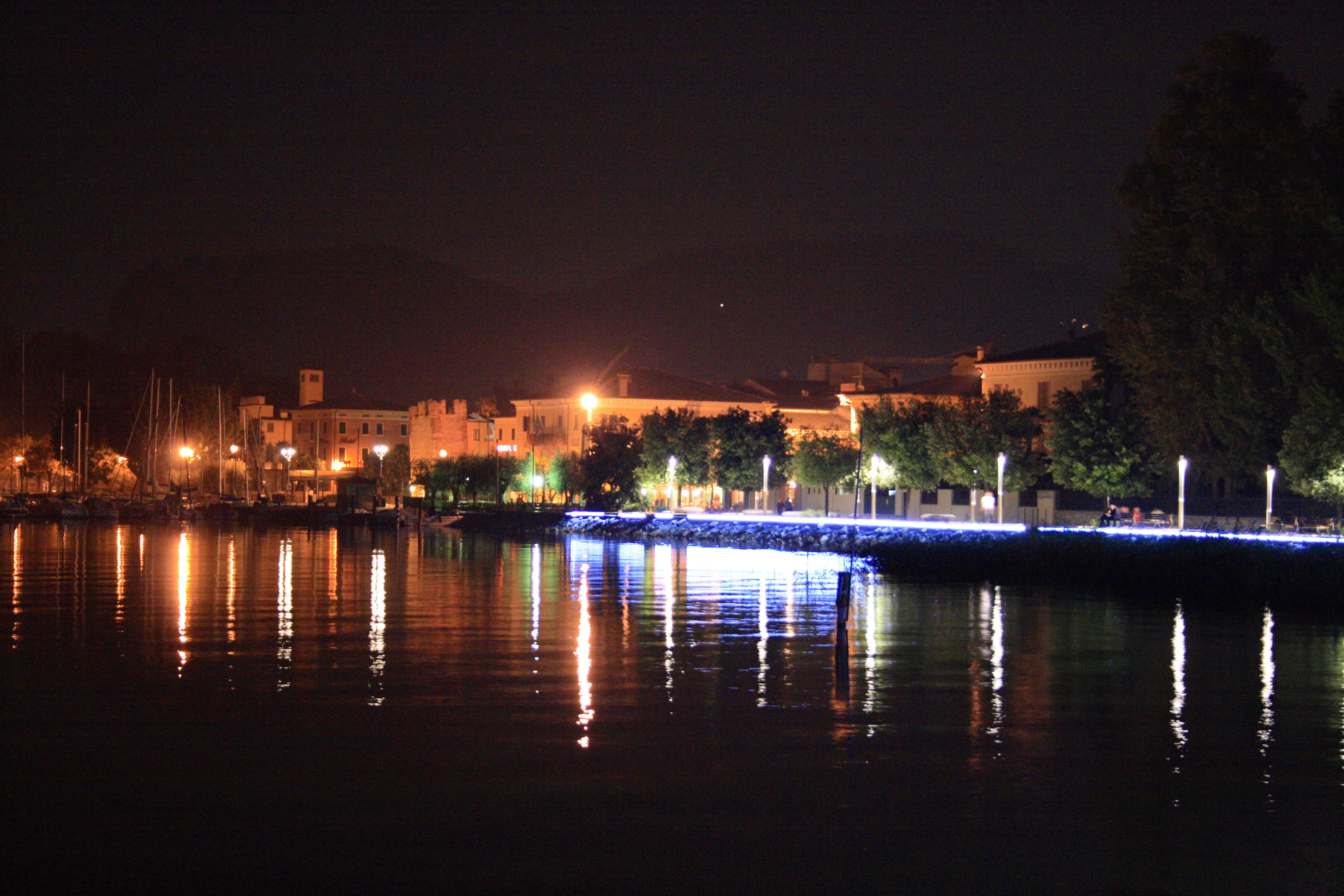
Kvällsvy över staden Bardolino vid Gardasjöns strand.

Bardolino är lätt rött vin från ett område som ligger vid de sydöstra stränderna runt Gardasjön i Veneto i norra Italien. Vinet har DOCG-status sedan 2001. Totalt omfattar området 26000 hektar och 16 kommuner ingår i området, bland andra Bardolino, Garda, Peschiera del Garda och Sommacampagna. Vinerna är lätta, stilla och torra röda viner med inslag av körsbär och andra röda bär och har ofta en svag bitterhet i smaken. Alkoholhalten ligger normalt på ca 10-11%. Det produceras även rosévin i området.

## Druvor
Druvorna som används för att framställa vinerna är oftast en blandning av Corvina, Rondinella och Molinara, d.v.s. samma druvor som i det angränsande Valpolicella-distriktet. Bardolinovinerna är oftast lättare än vinerna från Valpolicella vilket framförallt beror på att andelen Corvina är lägre i Bardolino. Istället används mindre andelar av Rossignola, Barbera, Sangiovese och Garganega.